# Solbrain
Tokkyuu Shirei Solbrain (特救指令ソルブレイン, Tokkyū Shirei Soruburein, traduzido como Polícia de Resgate Solbrain, e lançado no Brasil sob o título de Super Equipe de Resgate Solbrain) é uma série de televisão japonesa do gênero tokusatsu, pertencente à franquia dos Metal Heroes. Produzida pela Toei Company, e exibida originalmente entre 20 de janeiro de 1991 e 26 de janeiro de 1992 pela TV Asahi, totalizando 53 episódios.[carece de fontes?] No Brasil foi transmitida pela Rede Manchete a partir de 1995, sendo um dos últimos tokusatsus a estrear no canal.
A série da franquia dos Metal Heroes foi a segunda da trilogia dos Rescue Heroes.

## História
"Jovens corajosos surgem para combater os crimes que afligem o mundo e para salvar a vida e os corações perdidos dos homens. Pertencem à Super Equipe de Resgate Solbrain!" — Narrador ao início da série
Após a partida do Esquadrão Especial Winspector para a Europa, o Japão não poderia ficar desprotegido. Foi pensando nisso que, sem perda de tempo, o Chefe Massaki organizou um novo grupo de heróis tão ou mais poderosos que o Winspector. Nascia então a Super Equipe de Resgate Solbrain, um super grupo de heróis equipados com a mais alta tecnologia.

## Solbrain
- Daiki Nishio/SolBraver (西尾 大樹/ソルブレイバー, Nishio Daiki/Sorubureibā) é o sucessor de Liuma e possui um grande senso de justiça. Sua armadura é a de Solbraver e possui um tempo limitado. Seu veículo é o Sol Líder, que na verdade é o Toyota Sera. Ele se transforma ao dizer Plus Up (プラスアップ, Purasu Appu) usando o polegar direito, como era como Liuma. Ele e Reiko são os únicos humanos a se transformarem na equipe. É armado com o Raio Delta, em forma triângular, que pode se transformar numa lança.
- Leiko Higuchi/SolJeanne (樋口 玲子/ソルジャンヌ, Higuchi Reiko/Sorujannu) é a sucessora de Junko. Sua armadura é a de SolJeanne e um capacete que abre na parte da frente (possui também máscara de oxigênio). Seu veículo é o Sol Blaster, que na verdade é um Toyota Previa, que transporta o SolDozer. Ela e Daiki são os únicos humanos a se transformarem na equipe. Ela se transforma ao dizer Plus Up usando o polegar direito. Sua arma é um extintor portátil. Tem uma paixão por Daiki.
- SolDozer (ソルドーザー, Sorudōzā?) é o sucessor de Biker e Highter. É um robô da equipe e pode transformar em uma máquina de resgate a partir do episódio 12. Sua cor é amarela. Mesmo com uma grande força, ele é bastante ingênuo.
- Jun Masuda (増田 純, Masuda Jun) é um membro de Solbrain, mas ao contrário de Daiki e de Reiko, não possui armadura. Está sempre em ação como o terceiro membro da equipe. Tem 21 anos, é dado como uma pessoa de pavio curto.
- Shunsuke Masaki (正木 俊介, Masaki Shunsuke) é o chefe de Solbrain e ex-chefe do Winspector. Complacente e dedicado, geralmente entra no campo de batalha para ajudar seus subordinados nos momentos mais importantes.
- Kamekichi Togawa (戸川 亀吉, Togawa Kamekichi) Bastante alegre e brincalhão, é um perito em máquinas e sucessor de Nonoyama. Foi quem construiu SolDozer que é o seu maior companheiro.
- Takeshi Yazawa (矢沢 武, Yazawa Takeshi)(1-4, 7, 10, 16, 22, 24-25, 28, 53) é o oficial-piloto do Solid States 1. Conduz a equipe do Solid States 1. É mais velho que Daiki.
- Liuma Ogawa/Fire (21-23)/ Knight Fire(34-35, 37, 40, 42, 45-47, 51-53) (香川 竜馬/ファイヤー、ナイトファイヤー, Kagawa Ryōma/Faiyā (21-23), Naito Faiyā (34-35, 37, 40, 42, 45-47, 51-53)) ele Aparece primeiramente no episódio 21 com os robôs, Biker e Highter, quando estava perseguindo Messayer. Mais tarde transforma em Fire e ajudou a equipe com Biker e Highter. Retorna no episódio 34 como Knight Fire, ajudando bastante a partir daí como o 4° guerreiro de armadura da equipe. Já possuía o Raio Delta e sua nova arma, o Nitrogun. Daiki refere-se ao Liuma como se fosse seu superior.
- Cross 8000 (クロス8000, Kurosu Hassen) é o supercomputador do Solbrain. É sucessor de Madox.

## Vilões
- Ryuichi Takaoka (高岡隆一, Takaoka Ryūichi) (ep. 34-35, 40, 43, 47, 51-53). Nome verdadeiro: Ryuchi Mizutani (水谷隆一, Mizutani Ryūichi). Ele foi o maior vilão da série. Quando criança presenciou o suicidio dos pais. Passa a perseguir a organização Solbrain a partir do episódio 34 quando aparece junto de Honma. Depois convoca Koji Tanimura para destruir Solbraver e Knight Fire. Novamente, Ryuichi retorna disparando um tiro em Ritsuko a deixando desmemoriada. Costumeiramente, sempre fugia de Solbrain. Retornou nos episódios finais e também se funde a um computador, mas se suicidou ao beber veneno repetindo assim o gesto que seus pais fizeram após a perda da empresa da família.
- Katsuhito Sasamoto (笹本勝彦, Sasamoto Katsuhiko) (Katsuhiko Sasamoto no original) (ep. 8) - Um superior de Daiki que rouba a Armadura Proto e a veste tornando-se o 4° Guerreiro Metal Hero na série. Daí, consegue ferir Chefe Masaki e desafia Daiki para um duelo. Durante a luta, o galpão começa a explodir os interrompendo e parando a batalha entre os dois. Após ver o ato heróico de Daiki ao salvar uma garotinha e a discussão com Masaki, ele se arrepende de tudo o que fez. Interpretado por Junichi Haruta.
- Messayer (メサイヤ, Mesaiya) (Messiah no original) (ep. 21-23) - Foi criado pelo Dr. Kenzo Fujinami (藤波健三博士, Fujinami Kenzo-Hakase) como um robô obediente. Mas seu mecanismo de autodestruição foi ativado e poderia explodir em poucos dias. Chega ao Japão e sendo perseguido por Liuma. Tem a capacidade de se transformar em qualquer ser humano. Foi construído com o cérebro de Matsubara que foi implantado no corpo mecânico. Ao, descobrir uma foto dele e de sua família no passado, Daiki desiste de destruí-lo. Daí, Messayer se autodestrói ao ir em direção no muro da cidade.
- Bomba Honma (ボンバー本間, Bonbaa Honma) (Bomber Honma no original) (ep. 34-35) - Há algum tempo atrás era um lutador porém, após ter levado um tiro por engano da polícia, ele foi cobaia de uma experiência na qual injetaram o metal OG9 em seu corpo fazendo-o tornar-se o Homem-Metal (金属人間, Kinzoku Ningen), adquirindo mais força e resistência também. Durante a batalha, seu corpo transfigura-se em um monstro de metal com muito mais poderes e torna-se um adversário difícil para Solbrain e Knight Fire. No entanto, seu corpo começou a perder muita energia e morre.

## Outros
- Midori Aikawa (相川 みどり, Aikawa Midori) (ep. 1-2) é a única mulher do grupo do Solid States 1. Considerada a única mulher na Inteligência com um computador como um dever principal. Sem explicação, a personagem deixou de aparecer na série.
- Norio Tsuruoka (ep. 4, 18) - Amigo de Daiki e proprietário de uma loja de bicicletas. Tem apenas um filho chamado Hiroshi.
- Biker e Highter (ep. 21-23) - Os dois aparecem durante uma onda de crimes cometidos por Messayer e ajudam Solbrain junto com Liuma/Fire.
- Isamu Nakai (ep. 51-53) - Há muito tempo foi um amigo de Takaoka. Depois da morte dele, foi ameçado de morte pelo próprio vilão.
- Seiichi Nakai (ep. 52-53) - Filho de Isamu.

## Armamentos e Aparatos
- Solid Suit (ソリッドスーツ, Sorido Suutsu) é a armadura de Daiki, Reiko e Liuma, já reintegrado no Solbrain, mas como Knight Fire.
- Proto Suit (プロトスーツ, Puroto Suutsu) é o protótipo da armadura de SolBraver, Sassamoto rouba a armadura para destruir SolBraver, mas a armadura possuía um tempo limite, Sassamoto era conhecido como uma pessoa psicótica, que não tinha qualificações para se tornar no SolBraver.
- Sol Líder (ソルギャロップ, Soru Gyaroppu) é o carro de Daiki Nishio, um Toyota Sera modificado, poderia ser chamado de SolGallop, mas a dublagem mudou o nome na série.
- Sol Blaster (ソルドレッカー, Soru Dorekkā)  é o carro de Reiko, um Toyota Previa modificado, poderia ser chamado de SolDrecker, mas a dublagem mudou o nome na série.
- Solid States 1 (ソリッドステイツI, Soriddo Suteitsu Wan) é a fortaleza voadora usada no controle de combate ao incêndio, em seu compartimento fica o Sol Líder e o Sol Blaster.
- Winsquad (versão de produção massiva) (市販車型ウインスコード, Shihansha-gata Uinsukōdo) é um carro comum, um Cadillac Eldorado, Liuma instala todo o aparato no carro e inclusive o mecanismo de transformação para se transformar no Fire, primeira aparição apenas no episódio 21 em que Daiki protege Messayer de Lyuma quando Messayer estava na aparência de um garoto.
- Knight Custom (ナイトカスタム, Naito Kasutamu) é um carro comum, um Mazda RX-7,  Liuma instala todo o aparato no carro e inclusive o mecanismo de transformação para se transformar no Knight Fire, carro similar ao de Junko Fujino, ex-parceira do Winspector, nunca apareceu na série.
- SolIndicater (ソルインジケーター, Soru Injikētā) distintivo de Daiki e Reiko. Daiki é preto e Reiko vermelho.
- Raio Delta (ケルベロスΔ, Keruberosu Deruta) é a armas de Solbraver Solid, Solbraver Proto e Knight Fire, pode se transformar numa lança. Era chamado de Cerberus Delta, mas a dublagem mudou o nome na série.
- James Gun (ボスワインダー, Bosu Waindā) é a arma do Solbraver Solid, Solbraver Proto e Knight Fire, possui a capacidade de disparar feixes de luz ou ser usado como corda para se pendurar de outros lugares. Era chamado de Boss Winder, mas a dublagem mudou o nome na série.
- Giga Stream (ギガストリーマー, Giga Sutorīmā) é a arma que Winspector cedeu na França, Daiki tenta testar seus limites como SolBraver para saber se poderia passar no teste de resistência, como o próprio Liuma. Liuma pega o Giga Stream para destruir Messayer, mas fracassa, mas ele vê em Daiki as qualificações de que seria merecedor ao usar o Giga Stream, por Daiki notar que Messayer possuísse um sentimento humano, embora fosse restituído como um robô. Liuma entrega o Giga Stream a Daiki, mas fica com o Max Calibre com o intuito de conseguir um outro armamento antes de poder ser reintegrado no Solbrain.
- Medical Pack (メディカルパック, Medikaru Pakku) aparatos que SolJeanne usa para ajudar as pessoas.
- O2 Pack (O2パック, Ō Tsū Pakku) é um compartimento de oxigênio acoplado em SolJeanne.
- Nitrogun (パイルトルネード, Pairu Torunēdo) é a nova arma de SolBraver e Knight Fire, que foi trazida da França, era chamado de Pile Tornado, mas a dublagem mudou o nome na série. Possui três modos:

Super Descarregamento (スーパーディスチャージャー, Super Disuchājā) é utilizado para extinguir e controlar incêndios.
Caulking Puncher (コーキングパンチャー, Kōkingu Panchā) é uma cola especial que gruda qualquer coisa.
Burst Tornado (トルネードバースト, Torunēdo Bāsuto) é um ataque especial de SolBraver e Knight Fire, seu poder de fogo supera ao de Giga Stream, pode se combinar com o Raio Delta.

## Lista de Episódios[4]
| Número | Nome do episódio                                          | Inimigo(s) do episódio                                                                                               | Protagonistas ou Foco do Episódio                                     |
| ------ | --------------------------------------------------------- | --- | --------------------------------------------------------------------- |
| 01     | Tóquio em Perigo!                                         | Cérebro Eletrônico E320                                                                                              | Daiki Nishio (SolBraver), Dr. Inagaki e Kazuo                         |
| 02     | As Irmãs Espiãs!                                          | Emi e Rumi Makimura                                                                                                  | Daiki Nishio (SolBraver)                                              |
| 03     | Anjo ou Monstro?                                          | Policial Tashiro (infectado por uma ameba criada pelo Dr. Shibusawa antes de morrer)                                 | SolDozer                                                              |
| 04     | O Vídeo game dos Sonhos!                                  | Monstros do Video Game, Yukio Sano e seu Comparsa                                                                    | Crianças possuídas pelo videogame                                     |
| 05     | Ele me deu Coragem!                                       | Yumi Saika e Yasuhiko Sato (fez uma experiencia com Ichikawa e outros homens e os fizeram tornarem monstros Magnada) | Naoto Yamaguchi e Koichi Ichikawa                                     |
| 06     | A Bomba e o Contista Cômico!                              | |                                                                       |
| 07     | A Máquina Renovadora!                                     | Kasai e Saeki | Masaru e seu avô Jingorou                                             |
| 08     | O Desaparecimento da Roupa Especial!                      | Katsuhito Sasamoto (Proto)                                                                                           | Daiki Nishio (SolBraver)                                              |
| 09     | Os Laços que Unem Pai e Filha!                            | Eizo Kansaki e Kuroda                                                                                                |                                                                       |
| 10     | Os Velhos Incendiários!                                   | Masaaki Sudo e Velhos Incendiários                                                                                   | Jun Masuda                                                            |
| 11     | Amor e Vingança!                                          | Noyama e Irmãos Mashiba (Hiroshi Mashiba, Yuko Mashiba e Atsushi Mashiba)                                            | Reiko Higuchi (SolJeanne)                                             |
| 12     | Um Novo Soldozer!                                         | Falsa Mãe de Yumi | SolDozer, Kamechiki Togawa e Yumi                                     |
| 13     | O Assassino Playback!                                     | Yoichi Hirosawa | Chefe Shunsuke Masaki                                                 |
| 14     | Atirei por Amor!                                          | Shinichi Makioka | Policial Kageyama e Nobuyuki                                          |
| 15     | A Boneca da Paz!                                          | Taguchi, Tsuyama e Sakamaki                                                                                          | Reiko Higuchi (SolJeanne) e Shinozaki                                 |
| 16     | O Desaparecimento do Solid Saver - 1!                     | Seiichi Kasahara | Daiki Nishio (SolBraver) e Ryosuke Kasahara                           |
| 17     | Os Fugitivos Algemados!                                   | Gozo Iwaki | Daiki Nishio (SolBraver) e Tetsuya Nagata                             |
| 18     | Esperança de poder Pedalar!                               | Yanagida e seus Comparsas                                                                                            | Norio Takaka                                                          |
| 19     | Kamekichi e a Detetive!                                   | Takashi Yabe | Kamekichi Togawa e Hifume Inoue                                       |
| 20     | A Triste Algema!                                          | Oficial Kosugi | Daiki Nishio (SolBraver)                                              |
| 21     | A Volta do Winspector!                                    | (Nenhum) | Daiki Nishio (SolBraver) e Chefe Shunsuke Masaki                      |
| 22     | O Insensível Fire!                                        | Messayer | Daiki Nishio (SolBraver) e Liuma Ogawa (Fire)                         |
| 23     | Do Winspector para o Solbrain!                            | Messayer | Daiki Nishio (SolBraver) e Liuma Ogawa (Fire)                         |
|        | Salvem o Falcão!                                          | Shigeo Iwasaki e Shigeru Hiramatsu                                                                                   | Daiki Nishio (SolBraver) e Yoichi                                     |
| 25     | Responda, Nave Gigante!                                   | Professor Shimano | Daiki Nishio (SolBraver) e Reiko Higuchi (SolJeanne)                  |
| 26     | A Armadilha do Detetive!                                  | Yazuo Kizaki | Kusano Akihiro                                                        |
| 27     | O Segredo do Vegetal Falante!                             | Koichi Matsumoto | Chikako e planta Niorela/Pome                                         |
| 28     | Pânico no Solid Saver!                                    | Jiro Tatsumi | Daiki Nishio (SolBraver), Reiko Higuchi (SolJeanne) e Miyuki Takizawa |
| 29     | A Rebelião do Império das Crianças!                       | Akira Ichijo, Yukio Nakagawa e Kijima                                                                                | Daiki (SolBraver) e Tomoyuki Ichijo                                   |
| 30     | Não é Fácil ser Deus!                                     | Trio de Criminosos                                                                                                   | Daki Umegawa (Deus)                                                   |
| 31     | O Carro do Futuro!                                        | Criminosos (entre eles Saburo Uno e Makoto Ozawa) e T-01                                                             | SolDozer                                                              |
| 32     | Adeus, Amigo!                                             | Hidehiko Tanaka | Daiki Nishio (SolBraver) e Reiko Higuchi (SolJeanne)                  |
| 33     | Quando o Herói Chora!                                     | Doi da Organização Terrorista                                                                                        | Kohei Takita                                                          |
| 34     | O Novo Herói! (Parte 1)                                   | Takao "Bomba" Honma/Homem-Metal OG9                                                                                  | Mitsuo Nakata                                                         |
| 35     | O Novo Herói! (Parte 2)                                   | Ryuichi Mizutani/Takaoka e Takao "Bomba" Honma/Homem-Metal OG9                                                       | Daiki Nishio (SolBraver) e Liuma Ogawa (Knight Fire)                  |
| 36     | O Sequestro da Garota!                                    | Doutor Saburo Kida                                                                                                   | Daiki Nishio (SolBraver)                                              |
| 37     | O Triste Final de um Homem!                               | Go Samejima e Henry Toba                                                                                             | Daiki Nishio (SolBraver) e Alisa Wakasugi                             |
| 38     | Convite à Morte!                                          | Ako Gunji (possuída pelo espírito da Mulher de Riga)                                                                 | Reiko Higuchi (SolJeanne) e Kasumi Murayama                           |
| 39     | O Mágico Extraterrestre!                                  | Koji Yamada e Tetsuo Nagai                                                                                           | Ryohei Mizuno e Satoshi Kawasaki                                      |
| 40     | A Armadilha para os Heróis!                               | Imai Koji | Daiki Nishio (SolBraver) e Liuma Ogawa (Knight Fire)                  |
| 41     | A Máquina Veloz!                                          | Shikijo, Naoya e Tetsuya                                                                                             | Daiki Nishio (SolBraver)                                              |
| 42     | A Vingança!                                               | Ken Nakata e Toyama Ginjiro                                                                                          | Chefe Shunsuke Masaki                                                 |
| 43     | A Falsa e a Verdadeira!                                   | Ritsuko Harashima | Reiko Higuchi (SolJeanne)                                             |
| 44     | O Ladrão e o Velho!                                       | Murase e seus Comparsas                                                                                              | Sakata Osamu e Doutor Shoumura                                        |
| 45     | A Pequena Testemunha!                                     | Shigeru Yuasa | Daiki Nishio (SolBraver), Hiromi Yusuke e Yoko Ono                    |
| 46     | Eu sou um Gênio!                                          | Nishikawa | Toru                                                                  |
| 47     | A Falsa Vidente!                                          | Arai Hisao | Jun Masuda, Kaoru e Shohei                                            |
| 48     | A Ausência do Pai!                                        | Presidente Kuroki e Doutor Torii Ichiro                                                                              | Mitsuru e Kitayama                                                    |
| 49     | Adoro Criança Maldosa!                                    | Professor Jiro Shibata                                                                                               | SolDozer, Yoshihiko e Mariko                                          |
| 50     | O Cachorrinho da Esperança!                               | Mr. X e seus Comparsas                                                                                               | Doutor Okamoto                                                        |
| 51     | Ordem de Dissolução!                                      | |                                                                       |
| 52     | Ordem de Explosão!                                        | | Seichi Nakai                                                          |
| 53     | Super Equipe de Resgate Solbrain, até o Próximo Encontro! | Ryuichi Mizutani/Takaoka e Kazuya Sato                                                                               | Chefe Shunsuke Masaki                                                 |

## Streaming
Em 2020, o canal oficial da Toei no Youtube disponibilizou episódios de Solbrain internacionalmente. Inicialmente com legendas em inglês, a empresa informa em seus vídeos que aceita doações de legendas nos idiomas em que estas estiverem disponíveis. Desta forma, muitos dos vídeos do canal já contam com legenda em português (BR), inclusive para séries e filmes que não foram exibidos no Brasil.

## Músicas

### Tema de Abertura
- Tokkyū Shirei Solbrain
  - Letra - Akira Otsu
  - Composição - Kisaburō Suzuki
  - Arranjo - Tatsumi Yano
  - Artista - Takayuki Miyauchi
  - Refrão - Morinoki Children Choir
  - Versão Brasileira - Luigi Carneiro
  - Composição (br) - Diogo Miyahara

### Tema de Encerramento
- Ai ni Dakarete
  - Letra - Akira Otsu
  - Composição - Kisaburō Suzuki
  - Arranjo - Tatsumi Yano
  - Artista - Takayuki Miyauchi
  - Refrão - Morinoki Children Choir
  - Versão Brasileira - Luigi Carneiro
  - Composição (br) - Diogo Miyahara